# Żukowo Sławieńskie
Żukowo Sławieńskie – zlikwidowany w 1945 roku przystanek osobowy w Żukowie, w gminie Sławno, w powiecie sławieńskim, w województwie zachodniopomorskim, w Polsce.